# Save Rock and Roll
Save Rock and Roll är ett album av alternativ rock/pop-bandet Fall Out Boy som kom ut i USA den 16 april 2013 efter en fyra års paus. På skivan medverkar flera stora artister, bland annat Elton John och Courtney Love.

## Spårlista
Alla låtar är skrivna och komponerade av Andy Hurley, Patrick Stump, Joe Trohman och Pete Wentz, förutom där annat anges.
| Nr           | Titel                                                | Låtskrivare                                                | Längd |
| ------------ | ---------------------------------------------------- | ---------------------------------------------------------- | ----- |
| 1.           | The Phoenix                                          |                                                            | 4:04  |
| 2.           | My Songs Know What You Did in the Dark (Light Em Up) | Hurley, Stump, Trohman, Wentz, Butch Walker, John Hill     | 3:08  |
| 3.           | Alone Together                                       |                                                            | 3:23  |
| 4.           | Where Did the Party Go                               |                                                            | 4:03  |
| 5.           | Just One Yesterday (feat. Foxes)                     |                                                            | 4:04  |
| 6.           | The Mighty Fall (feat. Big Sean)                     | Hurley, Stump, Trohman, Wentz, Walker, Hill, Sean Anderson | 3:32  |
| 7.           | Miss Missing You                                     |                                                            | 3:30  |
| 8.           | Death Valley                                         |                                                            | 3:46  |
| 9.           | Young Volcanoes                                      |                                                            | 3:24  |
| 10.          | Rat a Tat (feat. Courtney Love)                      | Hurley, Stump, Trohman, Wentz, Courtney Love               | 4:02  |
| 11.          | Save Rock and Roll (feat. Elton John)                |                                                            | 4:41  |
| Total längd: | Total längd:                                         | Total längd:                                               | 41:37 |

| 12. | My Songs Know What You Did in the Dark (Light Em Up) (2 Chainz remix) | Hurley, Stump, Trohman, Wentz, Walker, Hill, Tauheed Epps | 3:31 |

| 1. | My Songs Know What You Did in the Dark (Light Em Up) (musikvideo) | 3:08 |
| 2. | Track by track commentary                                         |      |

## The Young Blood Chronicles
Av en video per varje låt på skivan gjordes en hel sammanhängande historia, Young Blood Chronicles, där en organisation försöker förstöra all världens musik, vilket innebär att Fall Out Boys medlemmar blir jagade.
1. "My Songs Know What You Did in the Dark (Light Em Up)" kom den 8 februari 2013.[5]
2. "The Phoenix" kom den 24 mars 2013.[6]
3. "Young Volcanoes" kom den 18 april 2013.[7]
4. "Alone Together" kom den 1 juli 2013.[8]
5. "The Mighty Fall" kom den 29 augusti 2013.[9]
6. "Just One Yesterday" kom den 14 oktober 2013
7. "Where Did The Party Go" kom den 2 december 2013
8. "Death Valley" kom den 24 december 2013
9. "Rat A Tat" kom den 6 mars 2014
10. "Miss Missing You" kom den 24 maj 2014
11. "Save Rock and Roll" kom den 24 maj 2014